# Bernard L. Kowalski
Bernard Louis Kowalski (ur. 2 sierpnia 1929 w Brownsville, zm. 26 października 2007 w Los Angeles) – amerykański reżyser filmowy i telewizyjny pochodzenia polskiego. Dwukrotnie nominowany do nagrody Emmy. Krewny Briana Grazera.

## Filmografia
- Night of the Blood Beast (1958)
- Atak gigantycznych pijawek (Attack of the Giant Leeches, 1959)
- Krakatoa, East of Java (1969)
- Black Noon (1971)
- Terror in the Sky (1971)
- Sssssss (1973)
- Narodzenie (The Nativity, 1978)
- niektóre odcinki seriali: Columbo, Airwolf, Nieustraszony, Diagnoza morderstwo, Gliniarz i prokurator, Banaczek i in.